# Arroyo Grande (Kalifornien)
|  | Dieser Artikel wurde aufgrund von inhaltlichen Mängeln auf der Qualitätssicherungsseite des Projektes USA eingetragen. Hilf mit, die Qualität dieses Artikels auf ein akzeptables Niveau zu bringen, und beteilige dich an der Diskussion! Eine nähere Beschreibung der zu behebenden Mängel fehlt. |

Arroyo Grande ist eine Stadt im San Luis Obispo County im US-Bundesstaat Kalifornien mit 18.441 Einwohnern (Stand: 2020). Das Stadtgebiet hat eine Größe von 14,7 km².

## Geographie
Arroyo Grande liegt an der kalifornischen Zentralküste (Central Coast of California) in den USA auf halbem Weg zwischen Los Angeles und San Francisco. Die Stadt umfasst 5,45 Quadrat-Meilen und liegt auf einer Höhe von 114 Metern. Die Temperaturen fallen selten unter −1,7 Grad Celsius im Winter und im Sommer sind Temperaturen über 28,3 Grad Celsius eine Seltenheit. Arroyo Grande ist 95 Meilen von der Interstate 5 entfernt.

## Geschichte
Die ersten Bewohner des Arroyo-Grande-Tals waren Chumash-Indianer, die einen regen Handel mit anderen indianischen Stämmen in großer Entfernung betrieben. Die ersten Europäer kamen mit dem spanischen Entdecker Juan Cabrillo. Die Mission San Luis Obispo de Tolosa war in der Nähe ansässig und erweiterte ihre landwirtschaftlichen Tätigkeiten in den Bereich. Die Ortschaft Arroyo Grande wurde aufgrund des besonders fruchtbaren Bodens gegründet. Der spanische Name bedeutet „breites Flussbett“.
Am 10. Juli 1911 wurden Arroyo Grande die Stadtrechte verliehen.

## Persönlichkeiten
- Zac Efron (* 1987), US-amerikanischer Schauspieler
- Lou Ferrigno (* 1951), US-amerikanischer Schauspieler
- Robert Hunter (1941–2019), Lyriker, Lied-Texter und Singer-Songwriter